# Centrum Rozwoju Komunalnego
Centrum Rozwoju Komunalnego S.A. (wcześniej Holdikom S.A.) – holding  miejskich spółek kapitałowych Ostrowa Wielkopolskiego, pierwsza w Polsce grupa kapitałowa skupiająca przedsiębiorstwa z branży komunalnej. Jeden z elementów tzw. ostrowskiego modelu zarządzania.

## Skład grupy kapitałowej
Spółka powstała w roku 1996 grupując miejskie zakłady budżetowe przekształcone w spółki prawa handlowego, są to:
- Miejski Zakład Gospodarki Mieszkaniowej "MZGM" Sp. z o.o., spółka wydzielona w 1994
- Miejski Zakład Komunikacji MZK S.A., spółka wydzielona w 2001
- CRK Zieleń i Rekreacja Sp. z o.o., spółka wydzielona w 1994
- Ostrowski Zakład Ciepłowniczy S.A., spółka wydzielona w 1991
- Targowiska Miejskie S.A., spółka wydzielona w 1995.
- WODKAN Przedsiębiorstwo Wodociągów i Kanalizacji S.A., spółka wydzielona w 1992
- Zakład Oczyszczania i Gospodarki Odpadami MZO S.A., spółka wydzielona w 1991
- CRK Energia Sp. z o.o., spółka wydzielona w 2018

## Otrzymane wyróżnienia
- Nagroda Komisji Papierów Wartościowych i Giełd dla najaktywniejszego akcjonariusza sektora komunalnego rynku pozagiełdowego, przyznana w roku 2001
- Nagroda HIT 2001 Wojewody Wielkopolskiego za przekształcenie i funkcjonowanie spółek w branży kapitałowej, przyznana w roku 2001
- Nagroda Przedsiębiorstwo Fair Play 2009
- Nagroda Przedsiębiorstwo Fair Play 2010
- Nagroda Przedsiębiorstwo Fair Play 2012
- Nagroda Gospodarczo-Samorządowy HIT Regionu 2009